# Raffaele Pinto
Raffaele Pinto, pseud. Lele (ur. 13 kwietnia 1945 w Casnate con Bernate, zm. 8 grudnia 2020 w Cecina) – włoski kierowca rajdowy. Rajdowy mistrz Europy z roku 1972, współtwórca rajdowych sukcesów Fiata i Lancii. Jego brat Enrico, był mistrzem Włoch w wyścigach.

## Kariera
Pinto rozpoczął udziały w rajdach w roku 1968. W roku 1972 zdobył tytuł Rajdowego mistrza Europy, wygrywając pięć eliminacji, startując samochodem Fiat 124 Sport Spider. Jedną z eliminacji wygranych w sezonie 1972 w ERC, był 32. Rajd Polski. Od roku 1973 rozpoczął starty w Rajdowych mistrzostwach świata samochodem Fiat Abarth 124 Rallye. W sezonie 1974, wygrał swój jedyny rajd w mistrzostwach świata, Rajd Portugalii. W WRC wystąpił w 19 rajdach, wygrywając 45 odcinków specjalnych i trzy razy stając na podium. Startował również z sukcesami w wyścigach górskich. W ostatnim rajdzie wystąpił w roku 1998. Przez wiele lat pełnił rolę kierowcy testowego Lancii. Odegrał ważną rolę w zdobyciu dwóch tytułów mistrza świata przez Mikiego Biasiona.

## Podia w rajdach WRC[1]
| Nr | Rajd               | Sezon | Pilot               | Samochód               | Miejsce |
| -- | ------------------ | ----- | ------------------- | ---------------------- | ------- |
| 1  | 8. Rajd Portugalii | 1974  | Arnaldo Bernacchini | Fiat Abarth 124 Rallye | 1       |
| 2  | 18. Rajd San Remo  | 1976  | Arnaldo Bernacchini | Lancia Stratos HF      | 3       |
| 3  | 21 Rajd Korsyki    | 1977  | Arnaldo Bernacchini | Lancia Stratos HF      | 2       |